# Hartal
Hartal (Gujarati: „Har“ = „alles“, „immer“, „Tal“/„Tala“ = „verschließen“) bezeichnet eine Form von Streik. Der Ausdruck bezeichnet einen Tag der Trauer oder des Protests, an dem alle Läden geschlossen bleiben, die Menschen nicht arbeiten und nicht einkaufen.
Das Wort ist durch Mahatma Gandhi in Indien während des Befreiungskampfes gegen die Briten populär geworden. Anfang 1919 hatte die britische Kolonialmacht den Rowlatt Act in Kraft gesetzt, ein Gesetz, welches den Ausnahmezustand aus dem Ersten Weltkrieg verlängerte. Bei Gandhi hatte der Hartal einen religiösen Bezug, wonach die am Protest Beteiligten sich in Fasten und Gebet üben sollten, um Gewalttätigkeiten auszuschließen.
In Bangladesch treten Hartals sehr häufig auf; sie werden meistens durch die Opposition oder Gewerkschaften ausgerufen. Sie sind zumindest in Bangladesch einem Generalstreik ähnlich.